# Balvi
Balvi (antes en alemán: Bolwen, en ruso: Боловск) es una ciudad de Letonia de la región de Latgalia. Es el centro administrativo de la región (en letón: rajons) del mismo nombre desde 1949. Antes de la ocupación soviética de Letonia formaba parte del distrito de Abrene. Su nombre proviene del torrente Bolupīte y del lago adyacente.

## Historia
La primera mención de Balvi data del 1224. Se construyeron una pequeña iglesia de madera y un señorío en los terrenos de un noble 
polaco en la zona en 1765. Cuando Latgalia cayó bajo el mando ruso en 1772, Catalina II concedió el estado a la familia Yelagin. En 1806 pasó a pertenecer a la familia Horozhinsky hasta que en 1876 lo compró la familia alemana del Báltico Transehe-Roseneck. El pueblo se separó del estado en 1915 y Balvi consiguió los derechos de ciudad en 1928.
Muchos de los judíos (alrededor del 19% de la población) perecieron a manos del comando de Stahlecker durante el Holocausto en agosto de 1941. En julio de 1944 los alemanes en retirada prendieron fuego a la ciudad siendo esta reconstruida en 1945 según el esquema soviético. Balvi fue el centro de la Revolución Cantada y actualmente se mantiene como foco de la cultura latgaliana.

## Demografía
| \| Demografía en Balvi \| Demografía en Balvi \| Demografía en Balvi \| Demografía en Balvi \| Demografía en Balvi \| \| ------------------- \| ------------------- \| ------------------- \| ------------------- \| ------------------- \| \| \| \| \| \| \| \| Letones \| Letones \| \| 70.26 % \| 70.26 % \| \| Rusos \| Rusos \| \| 23.27 % \| 23.27 % \| \| Bielorrusos \| Bielorrusos \| \| 1.16 % \| 1.16 % \| \| Ucranianos \| Ucranianos \| \| 1.7 % \| 1.7 % \| \| Polacos \| Polacos \| \| 1.4 % \| 1.4 % \| \| Romaníes \| Romaníes \| \| 0.4 % \| 0.4 % \| \| Alemanes \| Alemanes \| \| 0.31 % \| 0.31 % \| \| Otros \| Otros \| \| 3.48 % \| 3.48 % \| |             |  |         |         |
| Demografía en Balvi |             |  |         |         |
| |             |  |         |         |
| Letones | Letones     |  | 70.26 % | 70.26 % |
| Rusos | Rusos       |  | 23.27 % | 23.27 % |
| Bielorrusos | Bielorrusos |  | 1.16 %  | 1.16 %  |
| Ucranianos | Ucranianos  |  | 1.7 %   | 1.7 %   |
| Polacos | Polacos     |  | 1.4 %   | 1.4 %   |
| Romaníes | Romaníes    |  | 0.4 %   | 0.4 %   |
| Alemanes | Alemanes    |  | 0.31 %  | 0.31 %  |
| Otros | Otros       |  | 3.48 %  | 3.48 %  |

- Datos: Q218402
- Multimedia: Balvi / Q218402